# Пољана Чичка
Пољана Чичка је насељено место у саставу Града Велике Горице, у Туропољу, Хрватска.

## Становништво
На попису становништва 2011. године, Пољана Чичка је имала 688 становника.

## Попис1991.
На попису становништва 1991. године, насељено место Пољана Чичка је имало 439 становника, следећег националног састава:
| Попис 1991.‍  | Попис 1991.‍  | Попис 1991.‍ | Попис 1991.‍ | Попис 1991.‍ |
| ------------ | ------------ | ----------- | ----------- | ----------- |
|              |              |             |             |             |
| Хрвати       | Хрвати       |             | 430         | 97,94%      |
| Срби         | Срби         |             | 4           | 0,91%       |
| Украјинци    | Украјинци    |             | 1           | 0,22%       |
| неопредељени | неопредељени |             | 4           | 0,91%       |
| укупно: 439  |              |             |             |             |